# Pierspiektiwnaja
Pierspiektiwnaja (ros. Перспективная) – stacja kolejowa w miejscowości Kaługa, w okręgu miejskim Kaługa, w obwodzie kałuskim, w Rosji. Położona jest na linii Wiaźma – Kaługa – Tuła.